# Комаров Дмитро Наркізович
Дмитро Наркізович Комаров (21 лютого (5 березня) 1839  — 1920 ) — російський військовий та державний діяч. Генерал від інфантерії (1907).

## Біографія
Походив із дворян Катеринославської губернії. Народився 21 февраля 1839 года. Освіту здобув у 1855 році в Петровсько-Полтавському кадетському корпусі. У 1857 році після закінчення Костянтинівського кадетського корпусу проведений у прапорщики та випущений у 2-й зведений резервний батальйон. У 1858 році проведений в підпоручики, в 1860 — в поручики.
У 1863 році брав участь у придушенні Польського заколоту; «за хоробрість» нагороджений Орденом Святого Станіслава III ступеня з мечами та бантом. У 1864 році проведений в штабс-капітани, в 1866 — в капітани. Із 1869 року — учасник Хівінського походу; в 1870 році був проведений в майори, в 1873 році — в підполковники.
У 1874 році «за хоробрість» був нагороджений Орденом Святого Володимира IV ступеня з мечами і бантом та призначений командиром 3-го Туркестанського стрілецького батальйону. У 1876 році проведений у полковники. Із 1881 року — командир 27-го Вітебського піхотного полку.
29 квітня 1891 року проведений в генерал-майори з призначенням командиром Волинського лейб-гвардії полку; 18 серпня 1899 року призначений командиром 2-ї бригади 3-ї гвардійської піхотної дивізії, з залишенням на посаді командира лейб-гвардії Волинського полку.
Із 2 червня 1900 року призначений виконуючим обов'язки посади Варшавського коменданта. 2 серпня 1900 року зарахований до списків лейб-гвардії Волинського полку та по гвардійській піхоті, з залишенням виконуючого обов'язки посади Варшавського коменданта. 1 січня 1901 року отримав чин генерал-лейтенанта, зі старшинством із 06.12.1900, із затвердженням на посаді Варшавського коменданта. 6 червня 1907 року проведений в генерали від інфантерії.
31 грудня 1913 року звільнений від служби за віковим цензом із мундиром та пенсією.
У 1920 році розстріляний більшовиками.

## Нагороди
- Орден Святого Станіслава III ступеня з мечами та бантом (1863)[2]
- Орден Святої Анни III ступеня (1864)
- Орден Святого Станіслава ІІ ступеня з мечами (1871; Імператорська корона — 1874)
- Орден Святого Володимира IV ступеня з мечами та бантом (1874)
- Орден Святої Анни ІІ ступеня (1879)
- Орден Святого Володимира III ступеня (1883)
- Орден Святого Станіслава І ступеня (1894)
- Орден Святої Анни І ступеня (1899)
- Орден Святого Володимира ІІ ступеня (1903)
- Орден Білого орла (1906)
- Орден Святого Олександра Невського (1910)